# مدرسه عالی ملی معماری فرانسه (استراسبورگ)
مدرسه عالی معماری فرانسه استراسبورگ (فرانسوی: École nationale supérieure d'architecture de Strasbourg) یکی از بیست مدرسه عالی معماری در فرانسه است که زیر نظر وزارت فرهنگ فرانسه اداره می‌شوند. امروزه این مدرسه در بولار ویلسون در نزدکی ایستگاه مرکزی قطار استراسبورگ واقع شده‌است. دانشجویان این مدرسه در پایان دوره فوق لیسانس مدرک حکومتی معماری فرانسه (فرانسوی: Diplôme d'Etat d'architecte) را دریافت می‌کنند. مدرسه عالی معماری استراسبورگ جزو چهار مدرسه برتر فرانسه محسوب می‌شود.

## تاریخچه
این مدرسه عالی در سال ۱۹۲۲ پایه‌گذاری شده‌است و تا سال ۱۹۸۷ در قصر راین (فرانسوی: Palais du Rhin) مستقر بوده‌است. لکن به علت کمبود جا برای ورودی‌های جدید به مکان جدیدی در بلوار ویلسون در نزدیکی ایستگاه مرکزی قطار استراسبورگ منتقل شده‌است. ساختمان جدید این مدرسه توسط معمار شهیر فرانسوی مارک میمران طراحی شده‌است.

## تحصیل
تحصیل در این مدرسه در سه مقطع کارشناسی، کارشناسی ارشد و دکترا معماری امکان‌پذیر است. دانشجویان بعد از اخذ مدرک فوق لیسانس می‌توانند با تکمیل دوره ویژه (HMONP) صلاحیت معماری یا اصطلاحاً امضا معماری در فرانسه را دریافت کنند. تحصیل در این مدرسه و تمامی مدارس عالی معماری منحصراً به زبان فرانسوی امکان‌پذیر است.

### لیسانس
لیسانس در طی ۶ ترم (سه سال) برگزار می‌شود. دانشجویان در بایان این دوره که سیکل اول نیز نامیده می‌شود دیپلم تحصیلات معماری (DEEA) را دریافت می‌کند.

### فوق لیسانس
مقطع فوق لیسانس که به سیکل دوم نیز معروف است، معمولاً دوسال به‌طول می‌انجامد. طی سه ترم نخست به دانشجویان دروس متنوعی در حوزه فن ساخت، انفورماتیک و بهینه‌سازی مصرف انرژی ارایه می‌شود، لکن تمرکز اصلی بر روی درس طرح معماری و پایان‌نامه است. دانشجویان در پایان ترم سوم موظف به دفاع از پایان‌نامه خود هستند تا مجوز ورود به ترم چهارم را دریافت کنند. در طول ترم چهارم با تکمیل پروژه نهایی و دفاع از آن در پایان سال دیپلم حکومتی معماری را دریافت می‌کنند.